# 班迪·X·李
班迪·X·李（英語：Bandy X. Lee，1970年—）是美国耶鲁大学的精神病学专家；同时也是监狱和社区预防暴力项目的专家，她已在纽约市里克斯岛监狱展开了相关项目的改革。
2017年，她在耶鲁大学召开了有关美国总统唐纳德·特朗普心理健康的讨论会，并担任了《特朗普的危险个案》一书的编辑。《特朗普的危险个案》就唐纳德·特朗普的精神稳定性进行了辩论，并对精神病学内部的戈德华特守则进行了探讨。

## 早年生活
班迪·X·李于1970年出生于美国纽约市的布朗克斯，她是一名韩裔美国人。班迪·X·李的母亲名叫李茵明（Lee Inmyung），她的外祖父名叫李根英（Geun-Young Lee）。班迪·X·李说她从事医学及社会工作的信念正是源自自己的外祖父。当班迪·X·李还是青少年的时候，她就从事义工工作，为那些无家可归的非裔美国孩子担任导师。

## 职业生涯
班迪·X·李在贝尔维尤医疗中心实习，现在是麻省总医院的首席住院医师。她在1994年获得耶鲁大学医学院医学士学位，并在1995年获得耶鲁神学院道学硕士学位。 随后她成为美国国家心理健康研究所的研究员并开始研究东非的暴力人类学， 她在研究期间与人合作了有关科特迪瓦、坦桑尼亚和卢旺达的学术论文。
班迪·X·李是监狱和社区预防暴力项目的专家， 当时她曾在美国最大的治安监狱——纽约市的里克斯岛监狱工作了几年，并对监狱进行了改革。
班迪·X·李是暴力研究中心（Center for the Study of Violence）的主任，并与卡维赫·考什努德（Kaveh Khoshnood）共同建立了耶鲁大学暴力与健康研究小组。 她还领导了世界卫生组织名下预防暴力联盟（Violence Prevention Alliance）的一个项目。

## 评估总统
2017年4月，班迪·X·李在耶鲁医学院主持了一个会议，会议旨在讨论美国总统唐纳德·特朗普的心理健康状况。 她在2017年5月接受《沙龙》采访的时候指出，总统的心理健康问题已经达到了“紧急状态”，“我们作为一个物种的生存状况可能受到了威胁”。 她还谈及了她的政治观点，她认为美国日益不平等的现象与集体心理状况恶化是有联系的。
2017年晚些时候，班迪·X·李出任了《特朗普的危险个案》一书的编辑，这本书专注研究特朗普总统的心理健康问题。 结果她因此通过邮件、电话和社交媒体收到了数以千计的恐吓信息，其中也包括死亡威胁。 在2017年12月，她会见了12名美国国会议员，其中11名民主党议员，1名共和党议员。班迪·X·李就特朗普总统的心理健康问题向他们提出了自己的看法，据说她评论特朗普总统“正在解体”。 不过她后来表示，她与共和党议员的会面是“偶然的”。 此后，她继续与其他议员会面。
班迪·X·李的著作以及她向国会议员的演讲引发了美国精神医学学会就戈德华特守则的辩论，一方坚持认为精神科医师在没有对当事人进行当面治疗前不应该就其精神状况作出诊断意见；而另一方则认为精神科医师有权就公众人物作出自己的专业评价。 美国精神医学学会前主席杰弗里·利伯曼在给《新英格兰医学杂志》的信中写道，虽然他接受班迪·X·李及其合著者为学会会员是基于善意和道义上的义务，但是他们的确在“误导和危害道德”方面是有错的。

## 相关著作
- 班迪·X·李; S.F. Kaaya; J.K. Mbwambo; M.C. Smith-Fawzi; M.T. Leshabari. . 《国际社会精神病学杂志（英语：International Journal of Social Psychiatry）》. 2008, 54: 21-33.

- 班迪·X·李; M. Blay-Tofey. . 《社会科学与医学（英语：Social Science & Medicine）》. 2015, 146: 341-347.

- 班迪·X·李; M. Prabhu. . 《Stanford Law and Policy Review》. 2015, 26: 253-268.

- 班迪·X·李; G. Uwizeye; T. Krill. . 《国际公共卫生期刊（英语：International Journal of Public Health）》. 2016, 61: 959-960.

- 班迪·X·李 (编). . 纽约市: 托马斯·邓恩出版社（英语：Thomas Dunne Books）. 2017. ISBN 978-1250179456.

## 参阅
- 美利坚合众国宪法第二十五条修正案
- 日內瓦宣言

### 脚注
1. 1 2  中文译名参考自纽约时报中文网的报道《特朗普：我是个“精神状态非常稳定的天才！”》
2. ↑  该学位在中国大陆地区无官方译名。

### 出典
1. 1 2 3 4 5  Rhys Blakely. . 泰晤士报.   [2018-02-12]. （原始内容存档于2021-04-03）.
2. 1 2 3 4  耶鲁医学院精神病学专业. . 耶鲁大学.   [2018-02-12]. （原始内容存档于2018-01-18）.
3. 1 2  Violence Prevention Alliance. . 世界卫生组织.   [2018-02-12]. （原始内容存档于2016-04-03）.
4. ↑  Susan Milligan. . 美国新闻与世界报道.   [2018-02-12]. （原始内容存档于2018-01-24）.
5. ↑  Gayathri Anuradha. . 国际财经时报.   [2018-02-12]. （原始内容存档于2018-01-24）.
6. 1 2  Chauncey DeVega. . 沙龙.   [2018-02-12]. （原始内容存档于2017-11-06）.
7. ↑  Rosemary K.M. Sword; Philip Zimbardo. . Psychology Today.   [2018-02-12].
8. ↑  Haley Byrd. . 旗帜周刊.   [2018-02-12]. （原始内容存档于2018-08-08）.
9. ↑  Ana Radelat. . ctmirror.org.   [2018-02-12]. （原始内容存档于2018-01-06）.
10. ↑  Annie Karni. . Politico.   [2018-02-12]. （原始内容存档于2018-01-21）.
11. ↑  Jessica Chia. . 纽约每日新闻.   [2018-02-12]. （原始内容存档于2018-01-22）.
12. ↑  . 新英格兰医学杂志.   [2018-02-12]. （原始内容存档于2021-04-19）.